# Node-RED
Node-RED是IBM推出的一款基于流程编程的視覺化程式設計語言開發工具，通過這一工具，開發者可以将硬件设备與应用程序接口和在线服务相連，並組成一個小型物联网。2016年，IBM讓Node-RED成為开源JS 基金会的子項目。